# Projektivní rovina

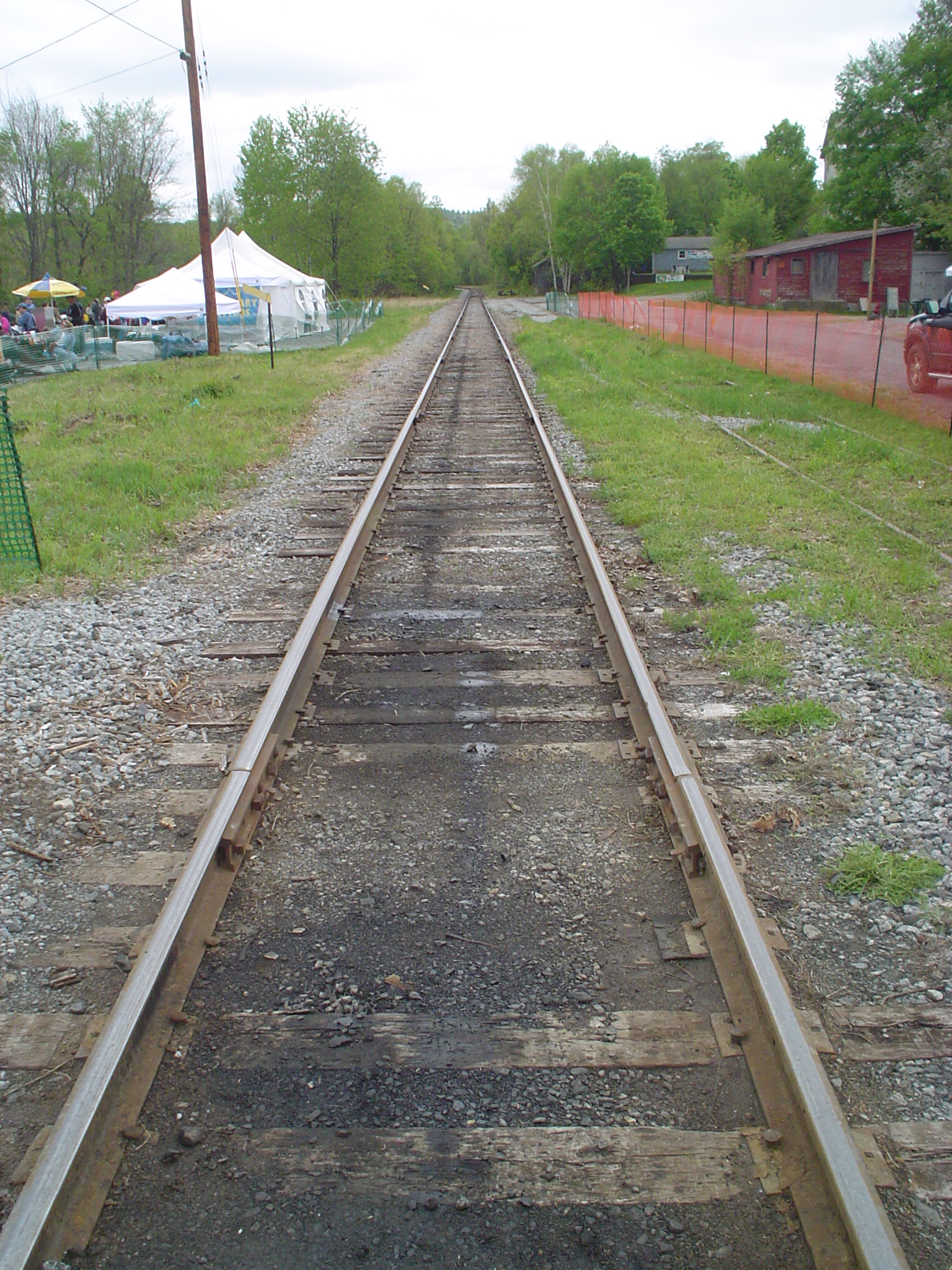
V projektivní geometrii se libovolné dvě přímky protnou. Odpovídá to představě malířského plátna, kde bod reprezentuje přímku v zobrazovaném prostoru.

Projektivní rovina je matematický prostor, v kterém jsou definovány přímky a body a platí v ní následující axiomy:
- Každé dva různé body leží na právě jedné přímce
- Každé dvě různé přímky se protínají právě v jednom bodě
- Existují alespoň 4 různé body, z nichž žádné tři neleží na přímce

Jedná se o jeden ze základních pojmů projektivní geometrie.
Nejznámější projektivní rovina je reálná projektivní rovina, jejíž model je {\displaystyle \mathbb {RP} ^{2}}. Body jsou tady definovány jako jednorozměrné podprostory {\displaystyle \mathbb {R} ^{3}} (nebo afinní přímky procházející jedním bodem třírozměrného afinního prostoru) a přímky jako dvojrozměrné podprostory (množina všech afinních přímek ležících v jedné afinní rovině).
Pro každé těleso F je možné zkonstruovat podobnou projektivní rovinu {\displaystyle \mathbb {FP} ^{2}}. Např. nejmenší projektivní rovinu (počtem bodů), tzv. Fanova rovina, která obsahuje pouze 7 bodů a 7 přímek, což je projektivní rovina nad dvouprvkovým tělesem {\displaystyle \mathbb {ZP} ^{2}}.
Známá je také projektivní rovina {\displaystyle \mathbb {OP} ^{2}} známá jako Cayleyho rovina, anebo Moufangové rovina. Dá se zkonstruovat pomocí oktonionů a je známá tím, že v ní neplatí Desarguesův axiom. Studium Cayleyho roviny má vnitřní souvislost s výjimečnými Lieovými grupami.